# Wang Jingjing
Wang Jingjing (chiń. 王静静; ur. 13 września 1981) – chińska kolarka górska, brązowa medalistka mistrzostw świata.

## Kariera
Największy sukces w karierze Wang Jingjing osiągnęła w 2007 roku, kiedy zdobyła brązowy medal w cross-country podczas mistrzostw świata w Fort William. W zawodach tych wyprzedziły ją jedynie Rosjanka Irina Kalentjewa oraz Niemka Sabine Spitz. Był to jedyny medal wywalczony przez Chinkę na międzynarodowej imprezie tej rangi. Nigdy nie brała udziału w igrzyskach olimpijskich.